# Bataille de Starokostiantyniv
Soulèvement de Khmelnytsky
Batailles
- Jovti Vody
- Korsoun
- Starokostiantyniv
- Pyliavtsi
- Mazyr
- Loïew
- Zakhal (en)
- Zbaraj (en)
- Zboriv (en)
- Krasne (en)
- Kopytchyntsi (en)
- Berestetchko
- Loïew (en)
- Bila Tserkva (en)
- Batih (en)
- Jvanets

La Bataille de Starokostiantyniv a lieu du 26 au 28 juillet 1648 lors du soulèvement de Khmelnytsky de 1648 - 1657 entre les détachements cosaques zaporogues et les troupes des magnats de la république des Deux Nations. Cette bataille fut l'une des plus importantes de la campagne de l'été 1648. Avant la bataille, l'adjoint de Khmelnytsky Krivonys mène une reconnaissance des forces ennemies et de l'emplacement de ses principales forces, envisageant initialement un plan d'attaque d'un gué stratégique de la rivière Sloutch. Ce passage clé ouvrait l'accès de la position des Polonais et de Starokonstiantyniv.

## Déroulement de la bataille
Le 26 juillet, Krivonos attaque les positions des Polonais sur la rivière mais l'assaut massif de cavalerie est repoussé par l'artillerie polonaise.
Le lendemain, 27 juillet, le régiment Tchigirinsky — garde personnelle de Bogdan Khmelnitsky — arrive en renfort des cosaques. Après s'être fortifié et avoir tiré sur les positions avancées des Polonais au canon, les cosaques attaquent la première ligne de mousquetaires. Après un long, dur et sanglant combat au corps à corps, les Polonais sont chassés de leurs positions et se replient de l'autre côté du Sloutch.
Le 28 juillet est le jour décisif de la bataille. Après la préparation de l'artillerie, Krivonys repousse les Polonais du fleuve et le traverse avec une partie de ses forces. Le prince Wiśniowiecki jette sa cavalerie sur la tête de pont formée, essayant de repousser les cosaques dans la rivière. Mais les Cosaques ont déjà réussi à transporter plusieurs canons et les Polonais sont repoussés par leurs tirs. Une attaque massive de l'infanterie polonaise reste également sans succès. Après avoir fait traverser le gros de ses forces, Krivonys passe à l'attaque. Réalisant que les cosaques prenaient le dessus, Wiśniowiecki décide de risquer sa meilleure cavalerie et la mène personnellement à l'attaque. Les Polonais parviennent à percer les défenses de Krivonys et à atteindre l'artillerie cosaque, qui fait l'objet de violents combats au corps à corps, saignant les deux armées sans apporter de succès à aucun des deux camps. Et ce n'est que lorsqu'un détachement de cavalerie cosaque sous le commandement du colonel zaporogue Ganja contourne les positions des Polonais et les frappe à revers, qu'ils décident de battre en retraite à la hâte.

## Conséquences
Les pertes des cosaques au cours de la bataille de deux jours pourraient être de 4 000 à 10 000 tués et blessés, tandis que les Polono-Lituaniens n'aurait probablement pas perdu plus de 1 000 tués. D'un point de vue stratégique, bien que des forces importantes y aient participé, la bataille était de peu d'importance et n'a pas particulièrement affecté le rythme de propagation du soulèvement. Cependant, l'armée polonaise était mentalement et physiquement dépassée et, pour la plupart, simplement dispersée, ayant perdu la discipline. Tyszkiewicz et Wiśniowiecki avec les restes de l'armée se sont retirés sur la rivière Horyn. Krivonys, en revanche, rétablit rapidement ses forces aux dépens des paysans et des cosaques nouvellement arrivés - son corps occupa bientôt la Volhynie et la Podolie et assiège également Kamianets.